# La Belle et la Bête (film, 1962)
Pour les articles homonymes, voir La Belle et la Bête#Adaptations.
La Belle et la Bête (titre original : Beauty and the Beast) est un film américain réalisé par Edward L. Cahn, sorti en 1962, adapté du conte La Belle et la Bête.

## Synopsis
Un beau prince est victime d'une malédiction le transformant en une horrible Bête. Une princesse tente de lui venir en aide alors que les ennemis du prince essayent de lui prendre son trône.

## Fiche technique
- Titre : La Belle et la Bête
- Titre original : Beauty and the Beast
- Réalisateur : Edward L. Cahn
- Scénariste : George Bruce et Orville H. Hampton
- Producteurs : Robert E. Kent
- Musique : Hugo Friedhofer
- Photographie : Gilbert Warrenton
- Montage : Robert Carlisle
- Format : couleur et monophonique
- Pays d'origine :  États-Unis
- Durée : 77 minutes
- Date de sortie :
  - États-Unis : 8 décembre 1962

## Distributions
- Joyce Taylor : Althea
- Mark Damon : Eduardo
- Eduard Franz : Orsini
- Michael Pate : Bruno
- Merry Anders : Sybil
- Dayton Lummis : Roderick
- Walter Burke : Grimaldi
- Alexander Lockwood : l'homme
- Meg Wyllie : la femme
- Charles Wagenheim : Mario
- Herman Rudin : Pasquale
- Jon Silo : Benito